# Crystallaria cincotta
Crystallaria cincotta är en fiskart som beskrevs av Welsh och Charles Thorold Wood 2008. Crystallaria cincotta ingår i släktet Crystallaria och familjen abborrfiskar. Inga underarter finns listade i Catalogue of Life.